# Pertlstein
Pertlstein ist eine ehemalige Gemeinde mit 811 Einwohnern (Stand: 31. Oktober 2013) im Südosten der Steiermark im Bezirk Südoststeiermark. Im Rahmen der Gemeindestrukturreform in der Steiermark ist sie ab 1. Jänner 2015 mit den zuvor ebenfalls selbständigen Gemeinden Hatzendorf, Hohenbrugg-Weinberg, Johnsdorf-Brunn bei der Gemeinde Fehring eingemeindet. Grundlage dafür war das Steiermärkische Gemeindestrukturreformgesetz – StGsrG.

## Geografie

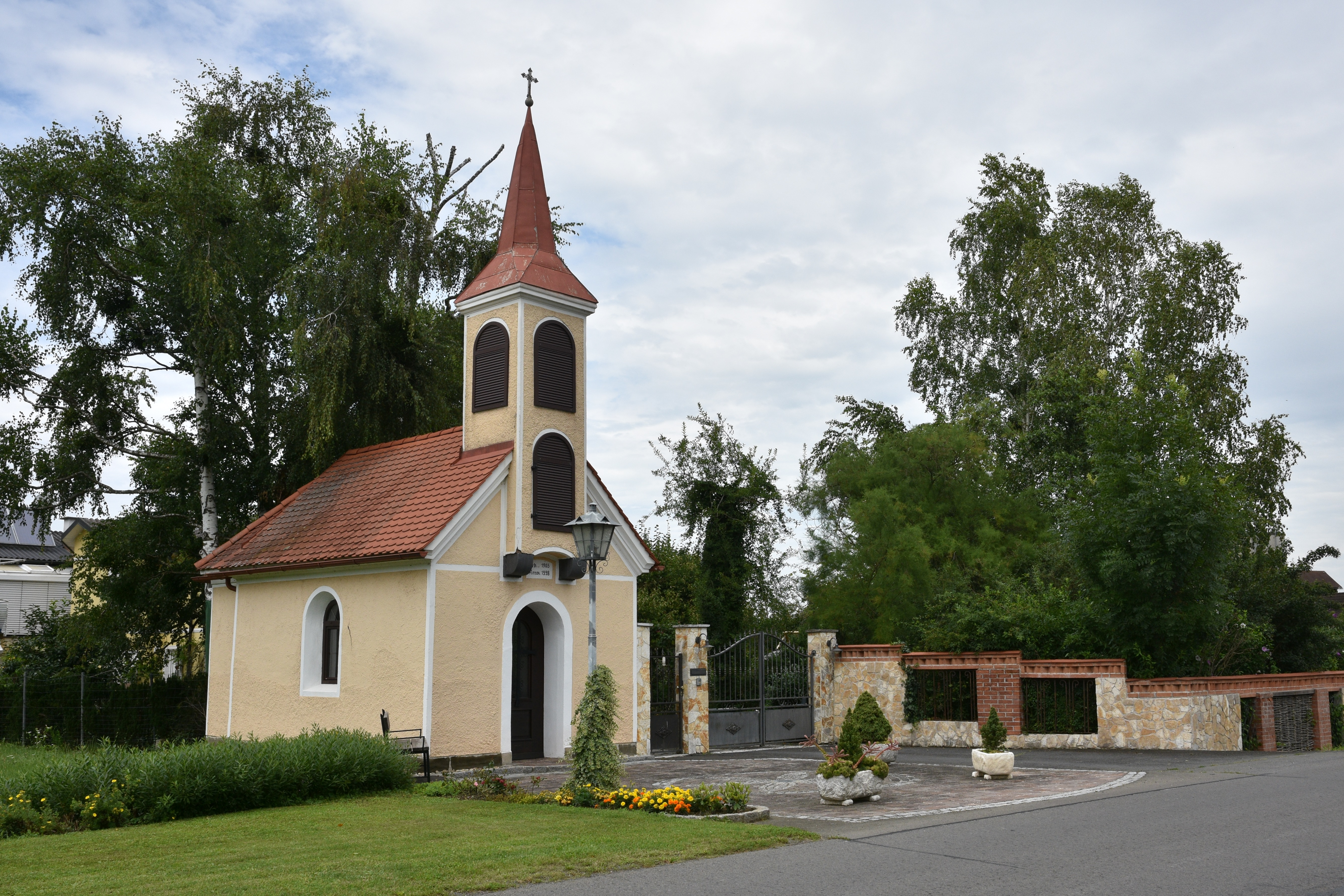
Kapelle Pertlstein

### Geografische Lage
Pertlstein liegt ca. 43 km östlich von Graz und ca. 7 km östlich der Bezirkshauptstadt Feldbach im Oststeirischen Hügelland. Die Raab, in die der durch Pertlstein führende Schwengentalbach mündet, fließt nördlich am Ort vorbei.

### Nachbargemeinden
- im Norden: Lödersdorf und Johnsdorf-Brunn
- im Osten: Fehring
- im Süden: Kapfenstein
- im Westen: Gossendorf und Leitersdorf im Raabtal

## Politik

### Bürgermeister
Bürgermeister war bis zur Auflösung der eigenständigen Gemeinde am 31. Dezember 2014 Walter Jansel (ÖVP). Vizebürgermeister war Johannes Zach (ÖVP). Als Gemeindekassier fungierte Kurt Ackerl. Amtsleiterin war Ida Schöllauf.

### Chronik der Bürgermeister
| von  | bis  | Name des Bürgermeisters |
| ---- | ---- | ----------------------- |
| 1853 | 1856 | Johann Zach             |
| 1858 | 1859 | Franz Lebitsch          |
| 1859 | 1860 | Andreas Zach            |
| 1860 | 1861 | Franz Luttenberger      |
| 1861 | 1864 | Andreas Zach            |
| 1865 | 1869 | Josef Titz              |
| 1869 | 1870 | Franz Friesinger        |
| 1871 | 1873 | Michl Zach              |
| 1873 | 1879 | Johann Hofer            |
| 1879 | 1892 | Michael Hofer           |
| 1892 | 1895 | Johann Paunzer          |
| 1895 | 1914 | Franz Zach              |
| 1914 |      | Josef Kniely            |
| 1915 |      | Eduard Gutmann          |
| 1915 | 1920 | Josef Kniely            |
| 1923 | 1927 | Johann Hartinger        |
| 1928 |      | Josef Kniely            |
| 1929 | 1938 | Andreas Zach            |
| 1939 | 1945 | Heinrich Hermann        |
| 1945 | 1949 | Johann Unger            |
| 1949 | 1955 | Leopold Unger           |
| 1955 | 1964 | Rudolf Lugitsch         |
| 1964 | 1971 | Josef Kniely            |
| 1971 | 1994 | Johann Zach             |
| 1994 | 1999 | Maria Großschedl        |
| 1999 | 2014 | Walter Jansel           |

1. ↑  gewählt wurde Michael Braunstein, der jedoch die Wahl ablehnte
2. ↑  als Regierungskommissär

### Gemeinderat
Der Gemeinderat bestand aus 9 Mitgliedern und setzte sich seit der Gemeinderatswahl am 21. März 2010 aus Mandataren der folgenden Parteien zusammen: 6 ÖVP, 2 SPÖ und 2 FPÖ.

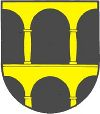
Wappen von Pertlstein

### Wappen
Wappenbeschreibung: In Schwarz wachsend der Ausschnitt eines zweigeschossigen goldenen Arkadenganges von einem ganzen und je einem seitlichen halben Bogen.
Die Verleihung des Gemeindewappens erfolgte mit Wirkung vom 1. September 1981. Die Gestaltung orientiert sich am zweigeschoßigen 102 m langen Arkadengang von Schloss Bertholdstein, der als der längste Mitteleuropas gilt, als Vorlage. Die Namen von Schloss und Ort gehen auf den Erbauer der ursprünglichen Burg, Berthold I. von Emmerberg, zurück.

## Kultur und Sehenswürdigkeiten

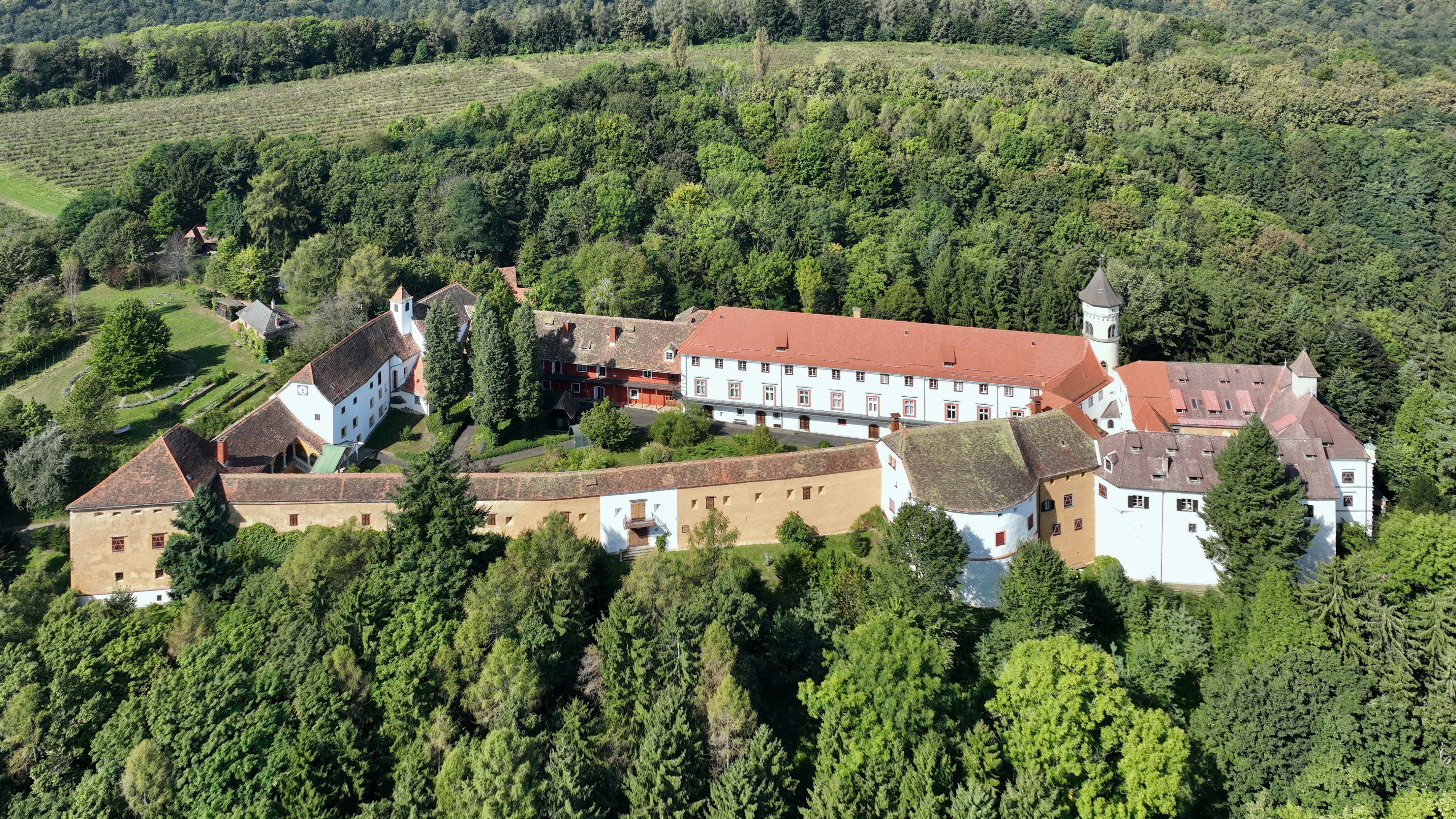
Schloss Bertholdstein

Siehe auch: Liste der denkmalgeschützten Objekte in Fehring

## Persönlichkeiten
- Dorothea Forstner (1884–1969), Benediktinerin und Autorin